# PTR-MS
Spektrometria mas z jonizacją poprzez przeniesienie protonu (PTR-MS, z ang. Proton Transfer Reaction - Mass Spectrometry) – technika analityczna zaliczana do metod spektroskopowych, w których stosuje się pomiar stosunku masy do ładunku elektrycznego danego jonu (m/z). Jonem tym staje się cząsteczka oznaczanej substancji po przeniesieniu na nią protonu z jonu hydroniowego wytworzonego w źródle jonów.
Technika spektrometrii mas z jonizacją poprzez przeniesienie protonu jest rozwiązaniem wykorzystywanym m.in. do oznaczania lotnych związków organicznych w fazie gazowej występujących na bardzo niskich poziomach stężeń rzędu ppt (liczba cząsteczek na bilion, 10−12).

## Opis urządzenia PTR-MS

Schemat ideowy zasady działania spektrometru mas

Urządzenie PTR-MS to spektrometr mas, w którym jonizacja zachodzi poprzez reakcję przeniesienia protonu na cząsteczkę badanej substancji (analitu). Głównymi elementami konstrukcyjnymi tego urządzenia są:
- źródło jonów (jonizator) – katoda wnękowa, w której z pary wodnej wytwarzane są jony hydroniowe H3O+,
- komora reakcyjna – następuje tu jonizacja cząsteczek analitu wskutek przeniesienia protonów z jonów hydroniowych. Kapilara, którą dostarczana jest próbka, jest termostatowana, dzięki czemu możliwa jest analiza szerokiego zakresu lotnych związków organicznych.

W komorze reakcyjnej panuje ściśle określone obniżone ciśnienie. Kontrola parametrów ciśnienia i liczby wytwarzanych jonów hydroniowych umożliwia wykonywanie pomiarów ilościowych w czasie rzeczywistym.

Budowa kwadrupola

- analizator – w którym wcześniej powstałe jony są rozdzielane na podstawie stosunku ich masy do ładunku. Pierwotnie w technice PTR stosowano analizator kwadrupolowy, działający jako filtr masy – w jednym momencie przepuszcza tylko jony o określonym stosunku masy do ładunku (m/z) dzięki działaniu na cząsteczki prądu zmiennego o określonej częstotliwości i napięciu oraz napięcia stałego[2][4].

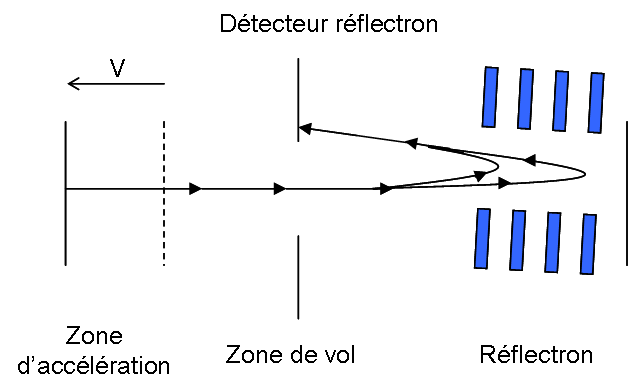
Zwierciadło elektrostatyczne – schemat odbicia jonów o różnej energii

Nowszym rozwiązaniem jest, cechujący się większą rozdzielczością analizator czasu przelotu (Time of Flight, TOF), który wykorzystywany jest w spektrometrach mas, wykorzystujących reakcje przeniesienia protonu. Strumień jonów, opuszczający komorę reakcyjną przyspieszany jest wskutek wywołania impulsu elektrycznego wywoływanego w komorze przelotu jonów. Następnie odbija się od specjalnego zwierciadła elektrostatycznego, po czym kierowany jest w kierunku detektora, którego zadaniem jest zarejestrowanie czasu przelotu poszczególnych jonów. W przypadku jonów cięższych czas ten jest odpowiednio dłuższy niż dla jonów lżejszych. Dzięki temu, na podstawie uzyskanych informacji dotyczących czasu przelotu, możliwe jest uszeregowanie jonów według ich wartości liczbowych parametru m/z.
- detektor – urządzenie „zliczające” jony dostarczone z analizatora. Zjonizowanie cząsteczki analitów trafiają do detektora, w którym mierzony jest czas ich przelotu od źródła ich jonizacji do powielacza elektronowego, czyli płytki mikrokanalikowej. Czas przelotu dla danego rodzaju jonów jest charakterystyczny i może być przypisany dla odpowiedniej wartości parametru m/z (stosunku masy do ładunku elektrycznego danego jonu). Znając dokładną wartość parametru m/z można zidentyfikować dany związek chemiczny, który jest obecny w próbce. Z kolei na podstawie informacji o powinowactwie danej substancji do protonu i intensywności danego sygnału na widmie mas można oszacować jego stężenie[2][4].

Układ PTR-TOF-MS cechuje wysoka czułość i rozdzielczość w porównaniu do częściej stosowanego połączenia spektrometrii mas z analizatorem kwadrupolowym.

## Zasada działania

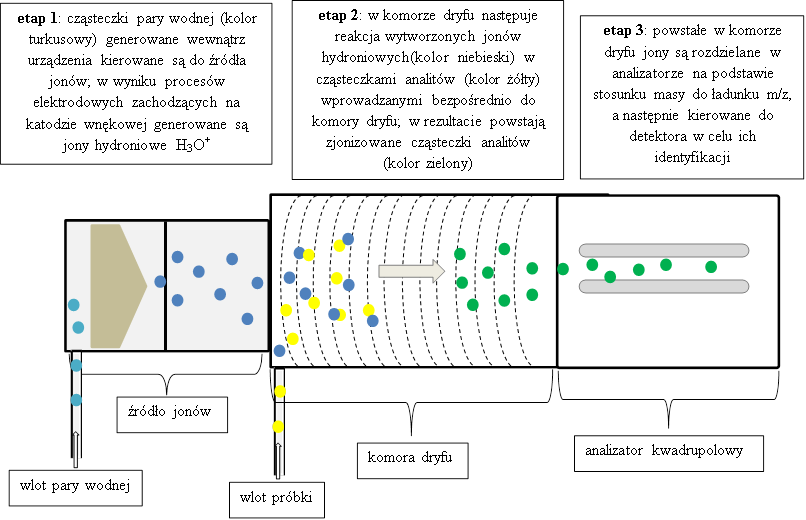
Zasada działania PTR-MS: Jony hydroniowe wytworzone z pary wodnej w jonizatorze reagują z analitami w komorze dryfu. Powstające nowe jony są rozdzielane w analizatorze na podstawie stosunku ich masy do ładunku, po czym są kierowane do detektora, gdzie następuje ich identyfikacja

Zasada działania omawianego spektrometru, przedstawiona schematycznie na rysunku opiera się na wykorzystaniu reakcji jonów hydroniowych H3O+, z cząsteczkami oznaczanych substancji (analitów). Przebiegające w fazie gazowej reakcje jonów hydroniowych z cząsteczkami licznych związków chemicznych, które wykazują wyższe powinowactwo do protonu od jonu hydroniowego, toteż reakcja przeniesienia protonu zachodzi samorzutnie.
Jony hydroniowe, będące donorami protonów powstają wskutek procesów elektrodowych, jakim poddawana jest para wodna, co można zobrazować za pomocą
następujących reakcji:
e−
 + H
2O → H
2O+
 + 2e−

e−
 + H
2O → H+
2 + O + 2e−

e−
 + H
2O → H+
 + OH + 2e−

e−
 + H
2O → O+
 + H
2 + 2e−

W wyniku działania elektronów na cząsteczki wody powstaje szereg jonów, stanowiących potencjalne źródło jonów hydroniowych. Powstałe jony kierowane są następnie do specjalnej komory reakcyjnej w której zachodzi szereg reakcji prowadzących do uzyskania strumienia jonów hydroniowych o dużej czystości.
H+
2 + H
2O → H
2O+
 + H
2
H+
 + H
2O → H
2O+
 + H
O+
 + H
2O → H
2O+
 + O
H
2O+
 + H
2O → H
3O+
 + OH
Powstały w ten sposób strumień jonów hydroniowych kierowany jest do specjalnej komory, w której następuje reakcja wymiany protonu między nimi a molekułami oznaczanych analitów, obecnych w próbce gazowej, dostarczanej do urządzenia. Przebieg tej reakcji można przedstawić w następujący sposób:
H
3O+
 + R → RH+
 + H
2O
Powyższej reakcji ulegają jednak jedynie te związki, dla których powinowactwo do protonu (PA, ang. proton affinity) jest większe niż dla cząsteczki wody (691 kJ/mol). Związki, które mają mniejsze PA, nie ulegają protonowaniu i nie są widoczne w metodzie PTR-MS. Należą do nich podstawowe gazy, z których składa się powietrze (O
2, N
2, CO
2 i Ar) oraz większość innych związków nieorganicznych. Z kolei większość związków organicznych ulegają protonowaniu – do wyjątków należą np. alkany, etylen i acetylen. Dzięki temu, że w technice PTR-MS nie są wykrywane gazy nieorganiczne, bardzo dobrze nadaje się ona do określania zawartości śladowych ilości lotnych związków organicznych w powietrzu. 
Jony powstałe wskutek przyłączania protonu, kierowane są do analizatora, gdzie dochodzi do ich rozdziału ze względu na ich wartość m/z.
Masę badanego związku chemicznego określa się, na podstawie miejsca występowania w widmie sygnału powstałego z jego niepofragmentowanego jonu, przez uwzględnienie masy cząstek jonizujących, według wzoru:
{\displaystyle m_{zw}=(m/z)*z-m_{cz}}
gdzie:
mzw – masa wyjściowej cząsteczki, która ulegała jonizacji bez fragmentacji
(m/z) – wartość odczytana widma dla niepofragmentowanego jonu, odpowiadająca stosunkowi masy analizowanej cząsteczki w daltonach do liczby ładunków elementarnych (z) które niósł z sobą jon, który wygenerował analizowany sygnał;
mcz – suma mas (w daltonach) cząstek lub jonów, które nadały ładunek poprzez przyłączenie się do wyjściowej cząsteczki (masa protonu – 1,00727646688 Da; masa elektronu około 0,00054862 Da). Jeśli jonizacja następuje na skutek oderwania cząstki to jej masy nie odejmuje się, lecz dodaje; jeżeli cząstką dołączaną lub odrywaną jest elektron, jego masę można pominąć.

## Parametry techniki analitycznej PTR-MS

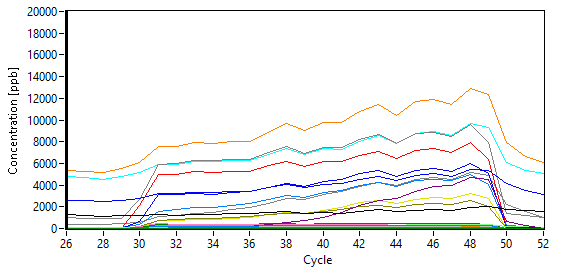
Pomiar stężenia wybranych związków chemicznych obecnych we frakcji lotnej próbki owocu kiwi w czasie rzeczywistym przy użyciu urządzenia PRT-TOF MS

Dostępne w handlu aparaty PTR-MS cechują się parametrami rzędu:
- czas reakcji – 100 ms[6]
- granica wykrywalności – jednocyfrowe ppt (1 ppt = 1 cząsteczka na 1 000 000 000 000 cząsteczek)
- rozdzielczość – 1000-5000

## Zalety
Zalety PTR-MS:
- brak konieczności przygotowywania próbki do analizy
- pomiar w czasie rzeczywistym
- możliwość prowadzenia analizy ilościowej i jakościowej
- wykrywalność na poziomie ppt,
- krótki czas pojedynczej analizy
- brak wpływu obecności pary wodnej, tlenu i azotu w analizowanej próbce na końcowy wynik analizy
- prosta obsługa urządzenia
- bezpośredni pomiar próbki – zmniejszenie prawdopodobieństwa zmiany składu próbki

## Wady
Wady PTR-MS:
- niemożność oznaczania związków wykazujących niższe powinowactwo do protonu niż woda
- wysokie koszty aparaturowe
- trudności w oznaczaniu niektórych związków obecnych w jednej mieszaninie o zróżnicowanych wartościach stężeń
- wysoka czułość na bardzo niewielkie zmiany stężeń lotnych związków chemicznych obecnych w laboratorium
- możliwość łączenia się cząsteczek wody z jonami hydroniowymi
- trudność w oznaczaniu złożonych mieszanin o nieznanym składzie
- brak możliwości rozróżniania i identyfikacji związków o identycznej masie cząsteczkowej

## Zastosowania
PTR-MS ma zastosowanie m.in. w:
- medycynie – np. analiza powietrza wydychanego przez człowieka pod kątem wykrywania substancji mogących stanowić markery chorób układu oddechowego czy innych narządów. Często zawartość niektórych substancji może wynikać z wielu różnych czynników, takich jak zmęczenie organizmu spowodowane nadmiernym wysiłkiem fizycznym. Możliwe jest również oznaczanie wybranych związków chemicznych z grupy nitryli do oceny zatrucia organizmu spowodowanego paleniem tytoniu (zarówno czynnego, jak i biernego) i związanego z tą czynnością środowiskowego dymu tytoniowego (Environmental Tobacco Smoke – ETS). Jak pokazują wyniki badań, prowadzonych z wykorzystaniem tej techniki, jedną z głównych substancji obecnych w powietrzu wydychanym przez osoby palące papierosy jest acetonitryl, przez co może on stanowić doskonały wskaźnik stopnia zatrucia organizmu wskutek palenia papierosów[7].
- biotechnologii – np. w badaniach nad rozwojem komórek nowotworowych[8]
- monitorowaniu procesów przemysłowych
- ochronie środowiska – np. określanie prędkości degradacji zanieczyszczeń w powietrzu[9]
- określaniu stanu powietrza atmosferycznego – np. możliwość prowadzenia pomiarów bardzo złożonych mieszanin związków zapachowych daje ogromne możliwości w ocenie jakości powietrza atmosferycznego w aglomeracjach miejskich (w tym smogu). Źródłami zanieczyszczeń mogą być: przemysł i motoryzacja, wybuchy wulkanów, pożary lasów, ale również wszelkie procesy wegetacyjne organizmów żywych czy rozkładu materii organicznej generujące lotne związki organiczne pochodzenia biologicznego (Biological Volatile Organic Compounds, BVOC)[10].

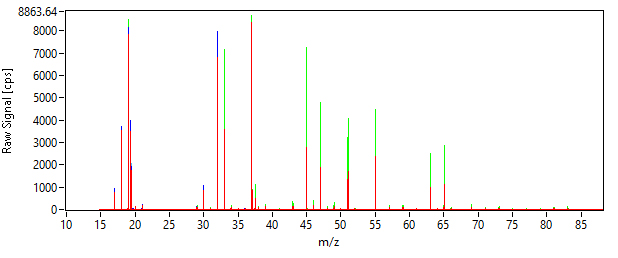
Widmo mas otrzymane po przeprowadzeniu analizy frakcji lotnej próbki owocu kiwi przy użyciu urządzenia PTR-TOF MS

- produkcji żywności – np. ocena przydatności wybranych produktów spożywczych. Oznaczanie zawartości wielu lotnych związków chemicznych, w tym także tych z grupy LZO, jest również niezwykle ważne w przemyśle spożywczym. Mogą one stanowić bardzo dobry wskaźnik poziomu zmian, jakim ulega szereg produktów spożywczych wskutek np. niewłaściwego przechowywania. Technika PTR-MS umożliwia szybką analizę w czasie rzeczywistym, a w przypadku takich próbek zmiany stężeń substancji w krótkim czasie mogą być duże. Niektóre produkty spożywcze, jak np. warzywa czy owoce, uwalniają do otoczenia charakterystyczne substancje, co może być źródłem informacji o postępujących procesach dojrzewania lub gnicia. Można więc, wykorzystując oznaczanie tych substancji, określić, czy wybrane produkty dojrzewały w warunkach naturalnych, które sprzyjają powstawaniu wielu lotnych związków zapachowych[11]. Obecność różnych substancji może świadczyć także m.in. o poprawności przebiegu procesu produkcyjnego danego wyrobu spożywczego, czy też doborze odpowiednich surowców. Technika PTR-MS może stanowić także potencjalne narzędzie do kontroli procesu produkcji np. kawy, poprzez oznaczanie zawartości wybranych związków zapachowych, uwalnianych podczas jej prażenia.
- ocenie jakości powietrza w pomieszczeniach przeznaczonych do pobytu ludzi – np. podczas wielogodzinnego lotu w zhermetyzowanej kabinie samolotu[12] lub w czasie przebywania osób w klimatyzowanych wnętrzach[13][14]
- bezpieczeństwie publicznym – np. natychmiastowe wykrywanie obecności śladowych ilości materiałów wybuchowych[15] czy bojowych środków trujących[16]
- badaniu skomplikowanych mieszanin substancji zapachowych

## Historia
- Pierwszy spektrometr mas został zbudowany przez J.J. Thompsona w 1911 roku[4]
- W 1995 zespół prof. Wernera Lindigera z Uniwersytetu w Innsbrucku zbudował pierwszy aparat PTR-MS[17][1]